# 잠실역

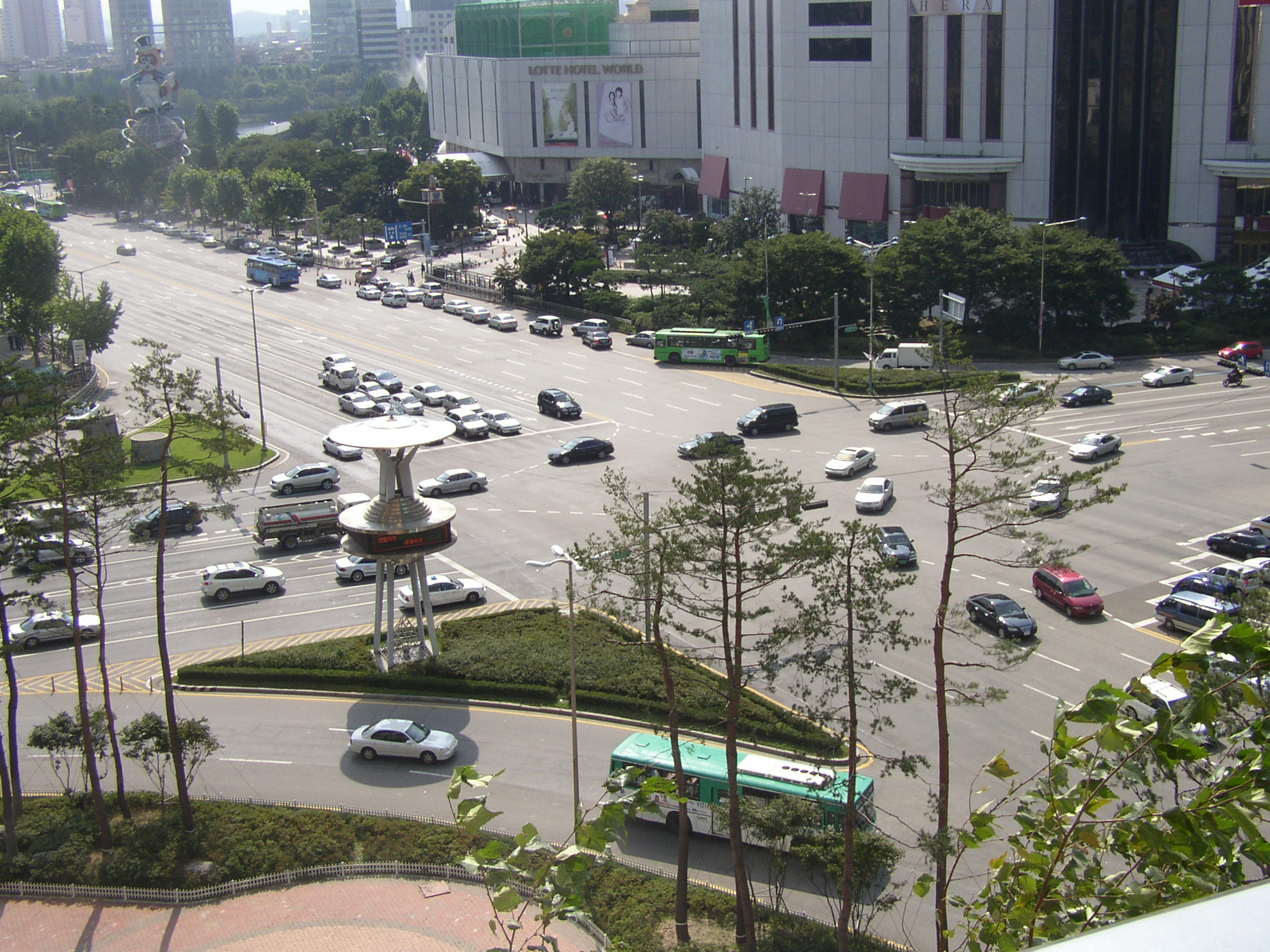
잠실역사거리

잠실(송파구청)역(Jamsil Station. 蠶室驛)은 서울특별시 송파구 신천동에 있는 서울 지하철 2호선과 수도권 전철 8호선의 환승역이다.
수도권 전철 8호선의 역사가 서울 지하철 2호선의 역이 위치한 잠실역사거리에서 송파대로 방향으로 꺾어진 곡선형 역으로 설계돼 있기 때문에 두 노선 역간 거리가 약 200m 이상으로 멀다. 따라서 환승거리도 긴 편이다.

## 역사
- 1980년 5월 28일: 잠실역으로 역명 고시[1]
- 1980년 10월 31일: 서울 지하철 2호선 신설동 ~ 종합운동장 구간 개통과 더불어 영업 시작
- 1996년 11월 23일: 서울 지하철 8호선 잠실 ~ 모란 구간 개통과 더불어 환승역이 됨
- 1999년 7월 2일: 서울 지하철 8호선 잠실 ~ 암사 구간 연장 개통으로 중간역이 됨

## 역 구조
8호선은 2호선 잠실역 구간에서 급하게 꺾는다. 이 때문에 8호선 잠실역을 만들 당시 안전성 및 급커브 문제로 인하여 잠실역사거리에 만들지 못 하는 대신에 잠실역 사거리에서 떨어진 곳에 8호선 잠실역을 건설했다. 더불어 8호선의 대합실이 2호선의 선로를 비켜 가야 했다. 이 때문에 200m쯤 된 환승통로가 건설되어 갈아타는 길이가 상당히 길다. 또한 2호선 잠실역은 개찰구가 반대편으로 건너 갈 수 없는 구조이기 때문에 건너편으로 가려면 8호선 환승통로를 이용해야만 한다. 하지만 거리가 긴 편이고 두 통로가 합쳐진 부분이 8호선 입구 바로 위에만 있기 때문에 꽤나 불편하다. 출구는 모두 11개가 있다. 두 노선 모두 2면 2선의 상대식 승강장이며, 스크린도어가 설치돼 있다.

### 2호선 승강장
| 잠실나루 ↑ |
| \| 외      |
| ↓ 잠실새내 |

| 외선 순환 | ● 서울 지하철 2호선 | 건대입구 · 성수 · 왕십리·시청 방면 |
| 내선 순환 | ● 서울 지하철 2호선 | 삼성·강남·교대·신도림 방면         |

- 반대편 승강장으로 이동이 불가능하다.

### 8호선 승강장
| 몽촌토성 ↑ |
| \| 상      |
| ↓ 석촌     |

| 상행 | ● 수도권 전철 8호선 | 몽촌토성 · 강동구청 · 구리 · 별내 방면 |
| 하행 | ● 수도권 전철 8호선 | 석촌 · 가락시장 · 복정 · 모란 방면     |

- 대합실을 통해 반대편 승강장으로 이동이 가능하다.

## 역 주변
| 나가는 곳 | 방면 |
| --------- | --- |
| 1         | 송파구보건소 송파구청 잠실우체국 방이동 올림픽공원 |
| 2         | 석촌호수 송파대로 |
| 2-1       | 버스정류소(잠실대교방면) |
| 3         | 롯데백화점 잠실점 롯데월드 샤롯데씨어터 석촌호수 송파대로 가락동·성남방면                                                                              |
| 4         | 레이크팰리스 서울놀이마당 롯데백화점 잠실점 롯데월드                                                                                                   |
| 5         | 서울신천초등학교 잠실5동주민센터 잠실5동치안센터 잠실주공5단지아파트 잠실종합운동장 신천역방면 잠실제3동                                               |
| 6         | 잠실대교 방면 잠실주공아파트 |
| 7         | 근로복지공단 서울동부지사 대한민국재향군인회 월드타워 교보생명 잠실중학교 장미아파트 잠실6동주민센터                                                   |
| 8         | 롯데캐슬플라자 산업은행 잠실지점 한국건강관리협회 국민건강보험공단 송파지사 올림픽공원 몽촌토성역 교통회관 서울특별시 교통연수원 국민연금공단 송파지사 |
| 9         | 삼성생명보험 잠실시그마타워 국민건강보험공단 송파지사 서울시교통회관                                                                                   |
| 10        | 송파구청 서울잠실우체국 |
| 11        | 송파대로방면 송파구청 |

## 이용객 변동
| 노선  | 노선   | 일평균 인원수 (명/일) | 일평균 인원수 (명/일) | 일평균 인원수 (명/일) | 일평균 인원수 (명/일) | 일평균 인원수 (명/일) | 일평균 인원수 (명/일) | 일평균 인원수 (명/일) | 일평균 인원수 (명/일) | 일평균 인원수 (명/일) | 일평균 인원수 (명/일) | 각주  |
| 노선  | 노선   | 2000년                | 2001년                | 2002년                | 2003년                | 2004년                | 2005년                | 2006년                | 2007년                | 2008년                | 2009년                | 각주  |
| ----- | ------ | --------------------- | --------------------- | --------------------- | --------------------- | --------------------- | --------------------- | --------------------- | --------------------- | --------------------- | --------------------- | ----- |
| 2호선 | 승차   | 74,226                | 73,693                | 74,720                | 72,182                | 71,540                | 74,082                | 73,759                | 75,134                | 78,524                | 79,704                | [ 2 ] |
| 2호선 | 하차   | 68,957                | 67,308                | 67,632                | 66,200                | 65,432                | 67,717                | 67,682                | 68,648                | 70,563                | 71,485                | [ 2 ] |
| 2호선 | 승하차 | 143,184               | 141,001               | 142,353               | 138,383               | 136,973               | 141,799               | 141,442               | 143,782               | 149,087               | 151,189               | [ 2 ] |
| 8호선 | 승차   | 6,322                 | 6,585                 | 7,014                 | 7,037                 | 7,260                 | 7,256                 | 6,956                 | 6,893                 | 7,236                 | 7,424                 | [ 3 ] |
| 8호선 | 하차   | 7,594                 | 8,080                 | 8,183                 | 7,995                 | 8,146                 | 8,114                 | 7,860                 | 8,041                 | 8,976                 | 9,648                 | [ 3 ] |
| 8호선 | 승하차 | 13,916                | 14,665                | 15,197                | 15,032                | 15,406                | 15,370                | 14,816                | 14,934                | 16,212                | 17,072                | [ 3 ] |
| 노선  | 노선   | 2010년                | 2011년                | 2012년                | 2013년                | 2014년                | 2015년                | 2016년                | 2017년                | 2018년                |                       |       |
| 2호선 | 승차   | 78,243                | 78,403                | 77,803                | 78,297                | 81,164                | 82,455                | 85,214                | 88,971                | 90,013                |                       |       |
| 2호선 | 하차   | 70,304                | 71,177                | 70,702                | 71,838                | 74,396                | 75,642                | 79,216                | 83,337                | 85,363                |                       |       |
| 2호선 | 승하차 | 148,547               | 149,580               | 148,505               | 150,136               | 156,560               | 158,098               | 164,430               | 172,308               | 175,376               |                       |       |
| 8호선 | 승차   | 8,126                 | 8,804                 | 9,177                 | 9,453                 | 9,817                 | 11,438                | 12,888                | 13,912                | 15,002                |                       |       |
| 8호선 | 하차   | 10,910                | 11,730                | 12,214                | 11,811                | 11,662                | 13,354                | 14,794                | 16,206                | 17,433                |                       |       |
| 8호선 | 승하차 | 19,036                | 20,534                | 21,391                | 21,264                | 21,479                | 24,793                | 27,682                | 30,118                | 32,435                |                       |       |

## 인접한 역
| 서울 지하철 2호선 을지로순환선 | 서울 지하철 2호선 을지로순환선 | 서울 지하철 2호선 을지로순환선 |
| ------------------------------ | ------------------------------ | ------------------------------ |
| 215 잠실나루 외선 순환         | ● 서울 지하철 2호선            | 217 잠실새내 내선 순환         |
| 서울 지하철 8호선              |                                |                                |
| 813 몽촌토성 별내 방면         | ● 수도권 전철 8호선            | 815 석촌 모란 방면             |

## 사진

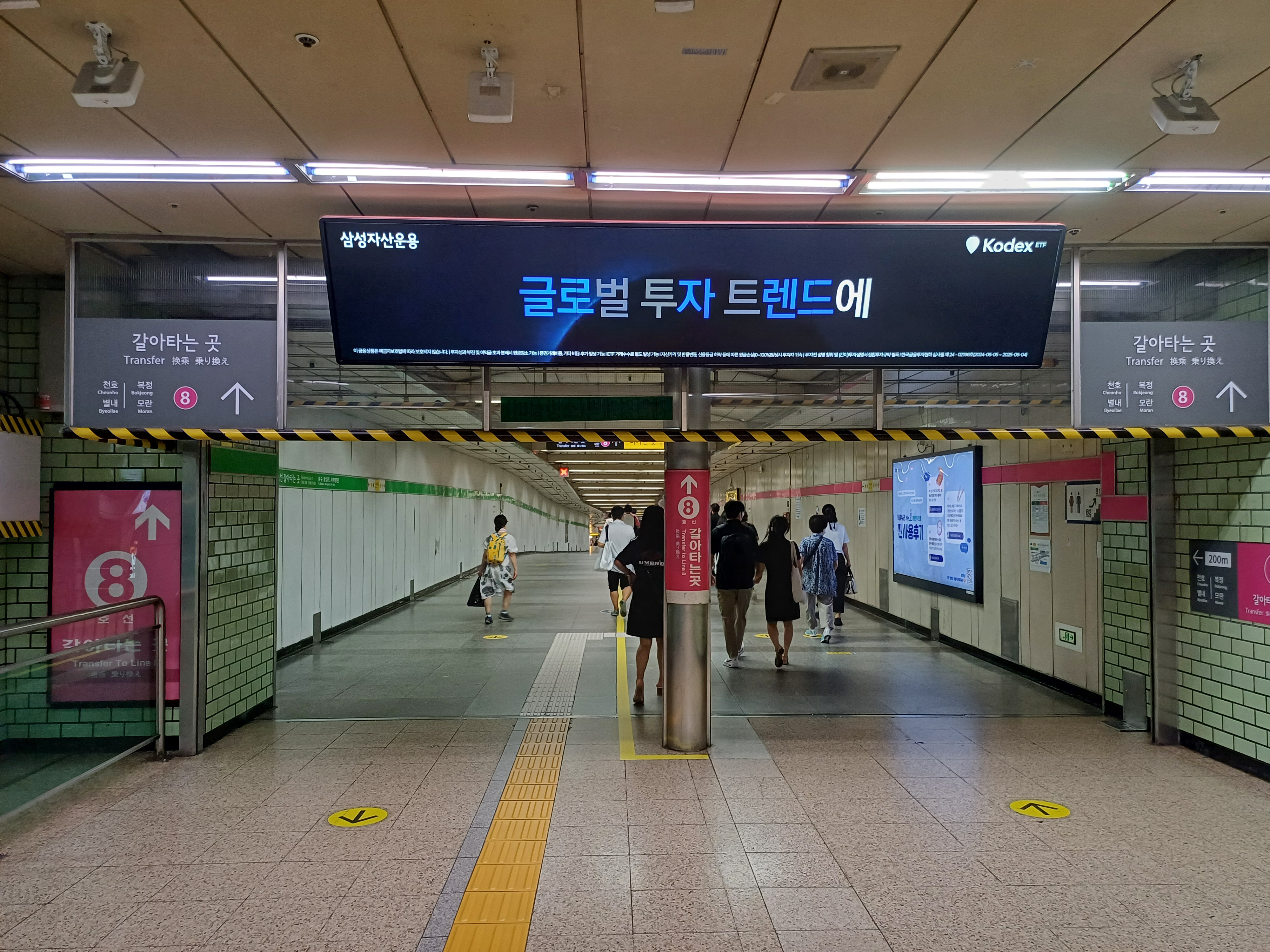
환승통로
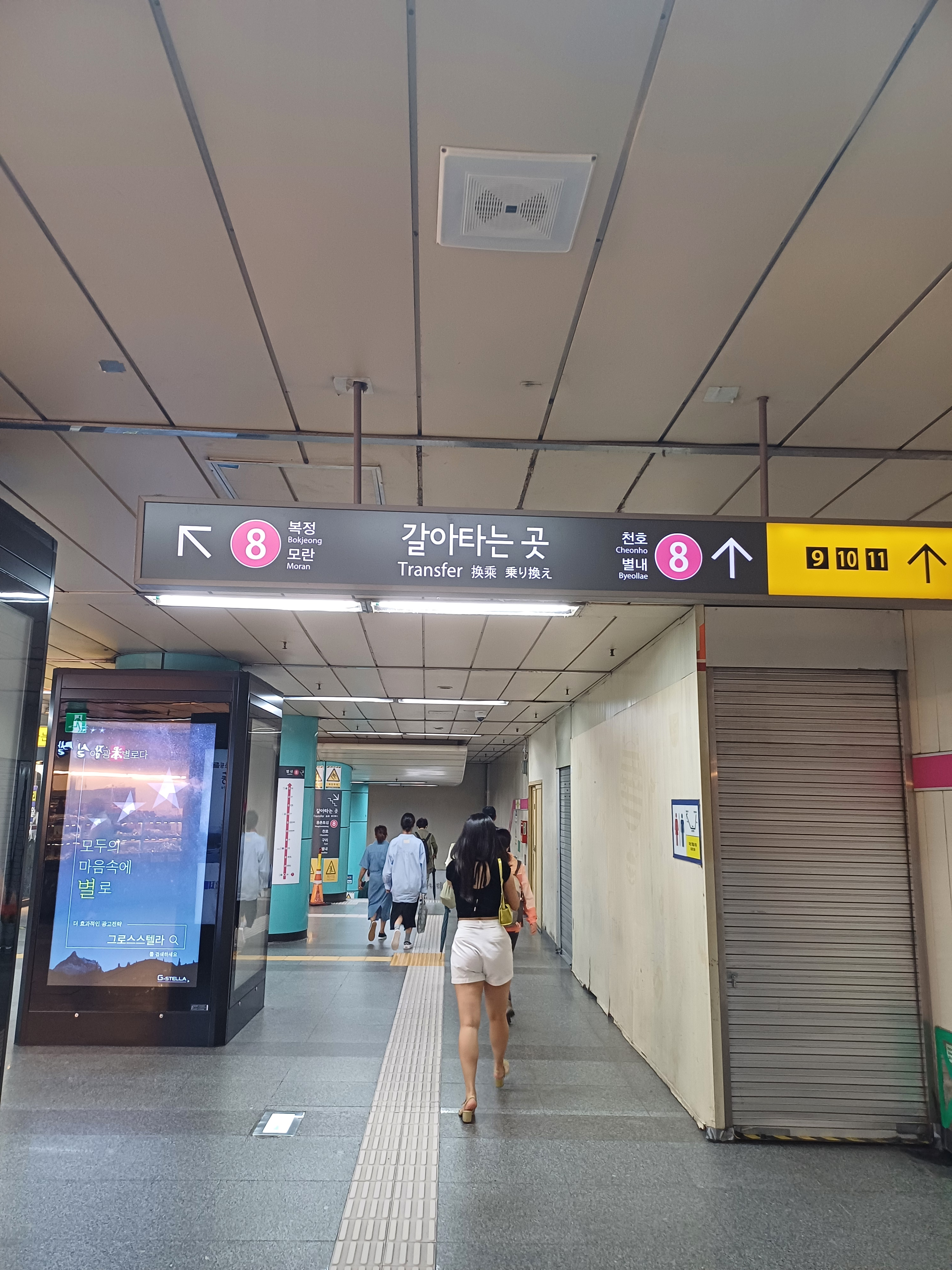
환승통로2
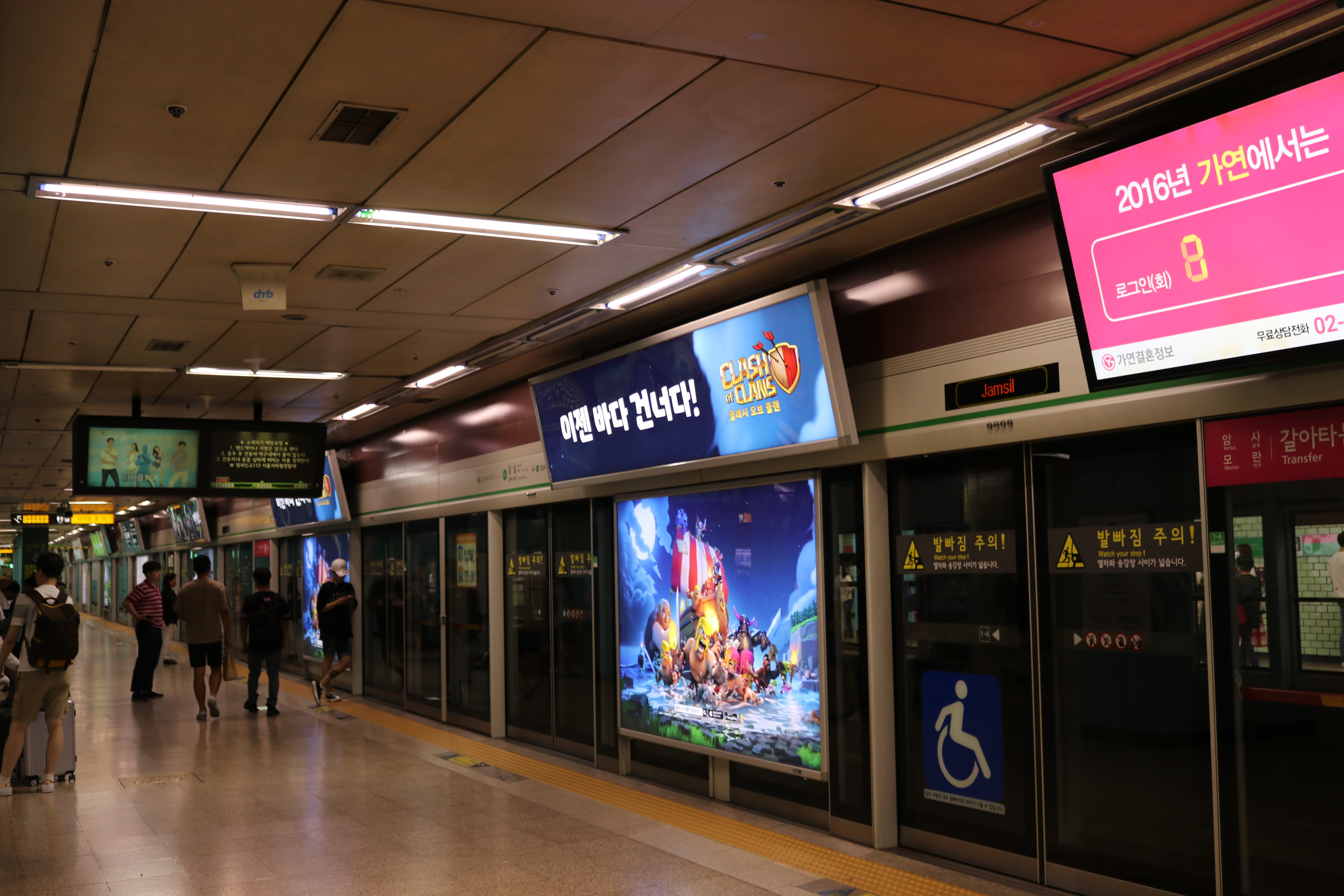
2호선 승강장 (외선순환)
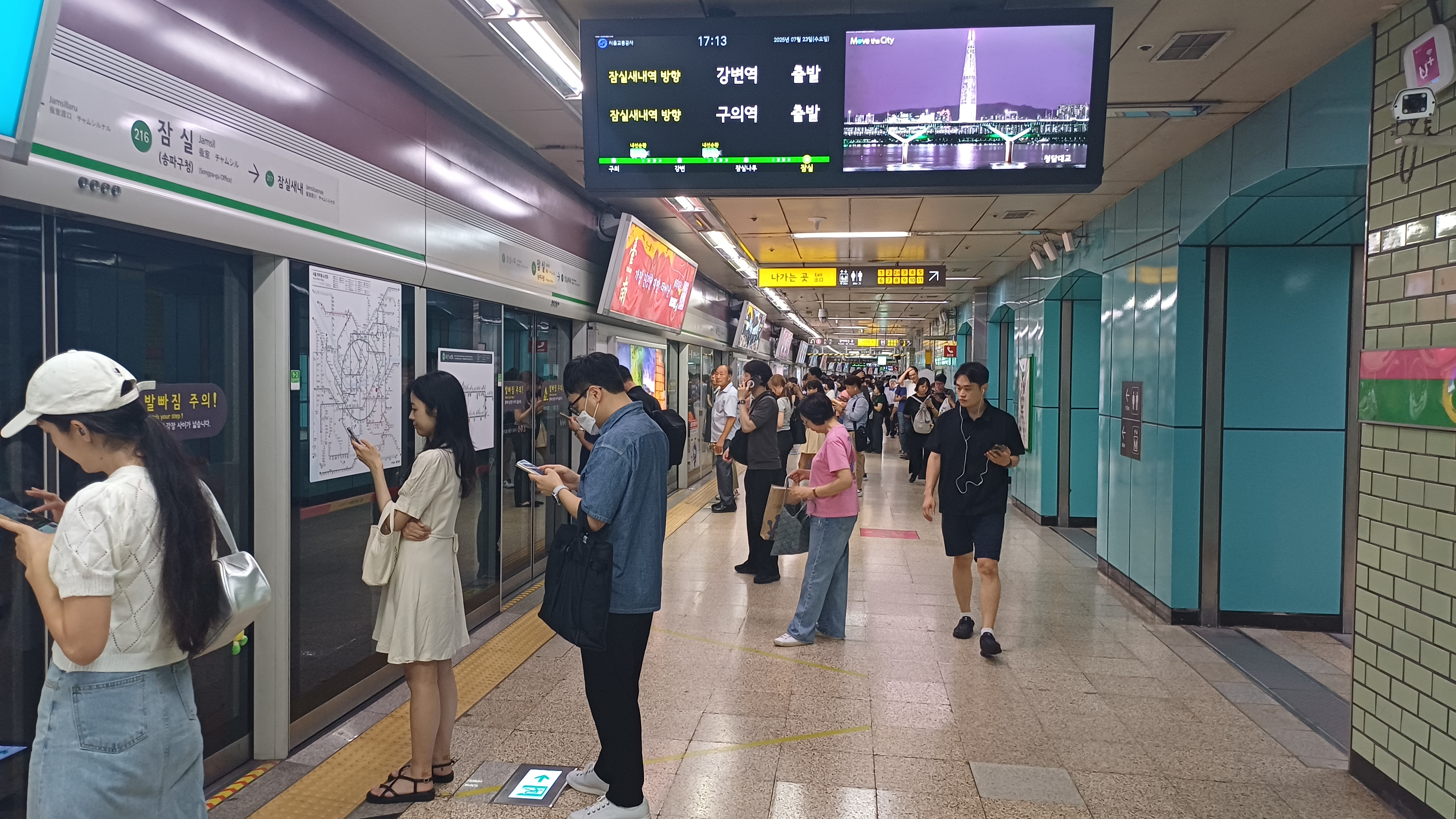
2호선 승강장 (내선순환)
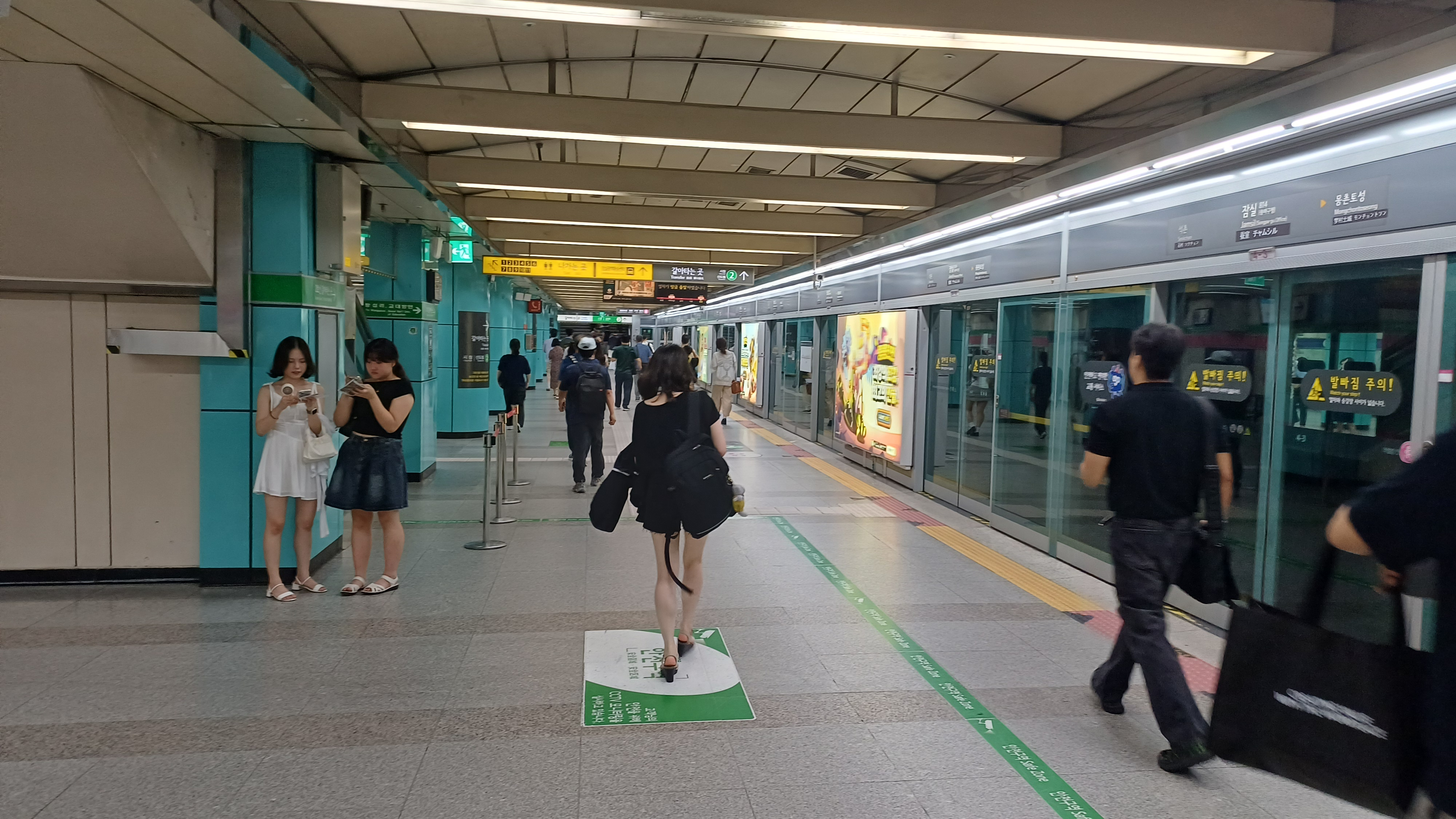
8호선 승강장(별내 방면)
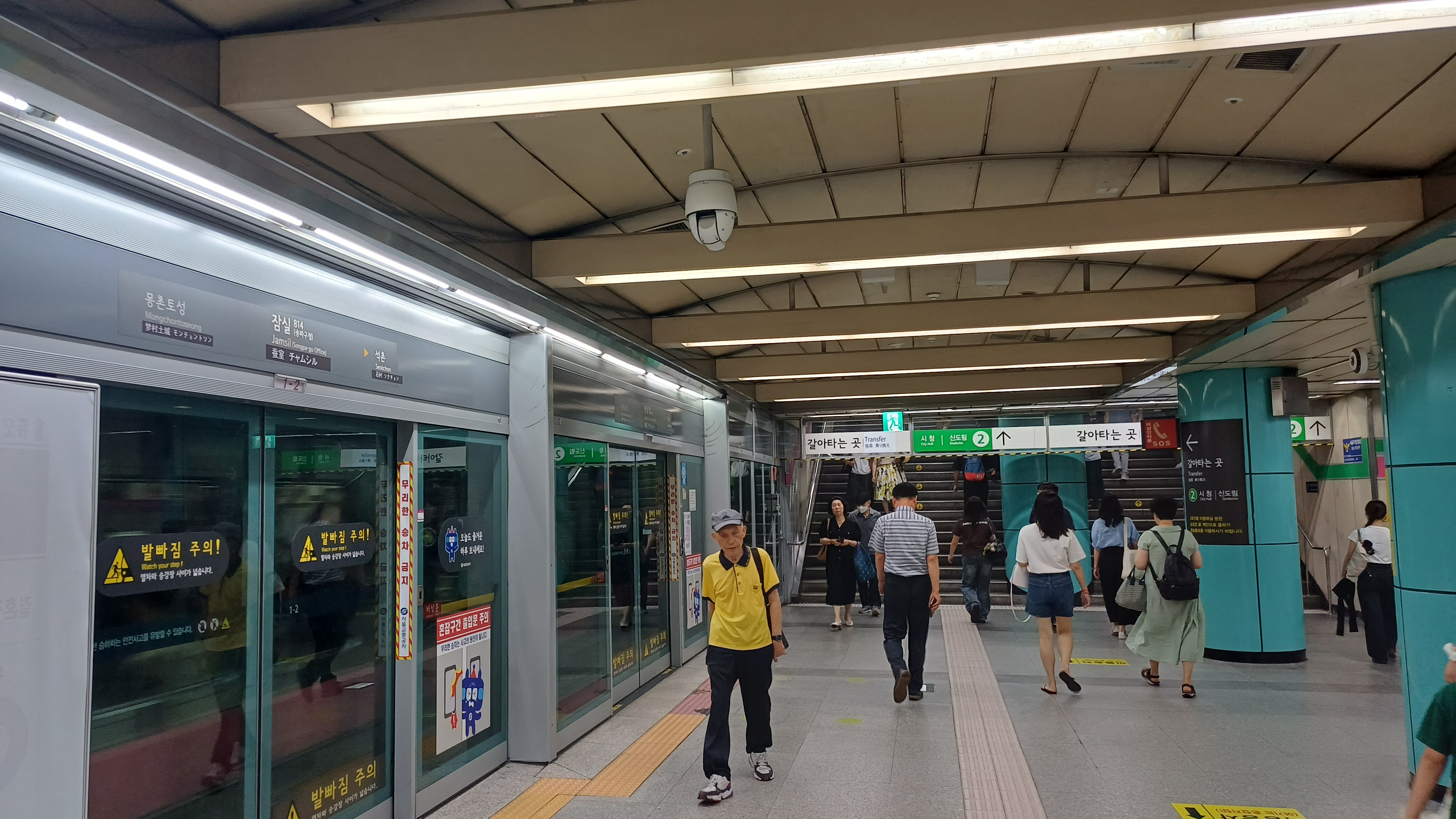
8호선 승강장(모란 방면)
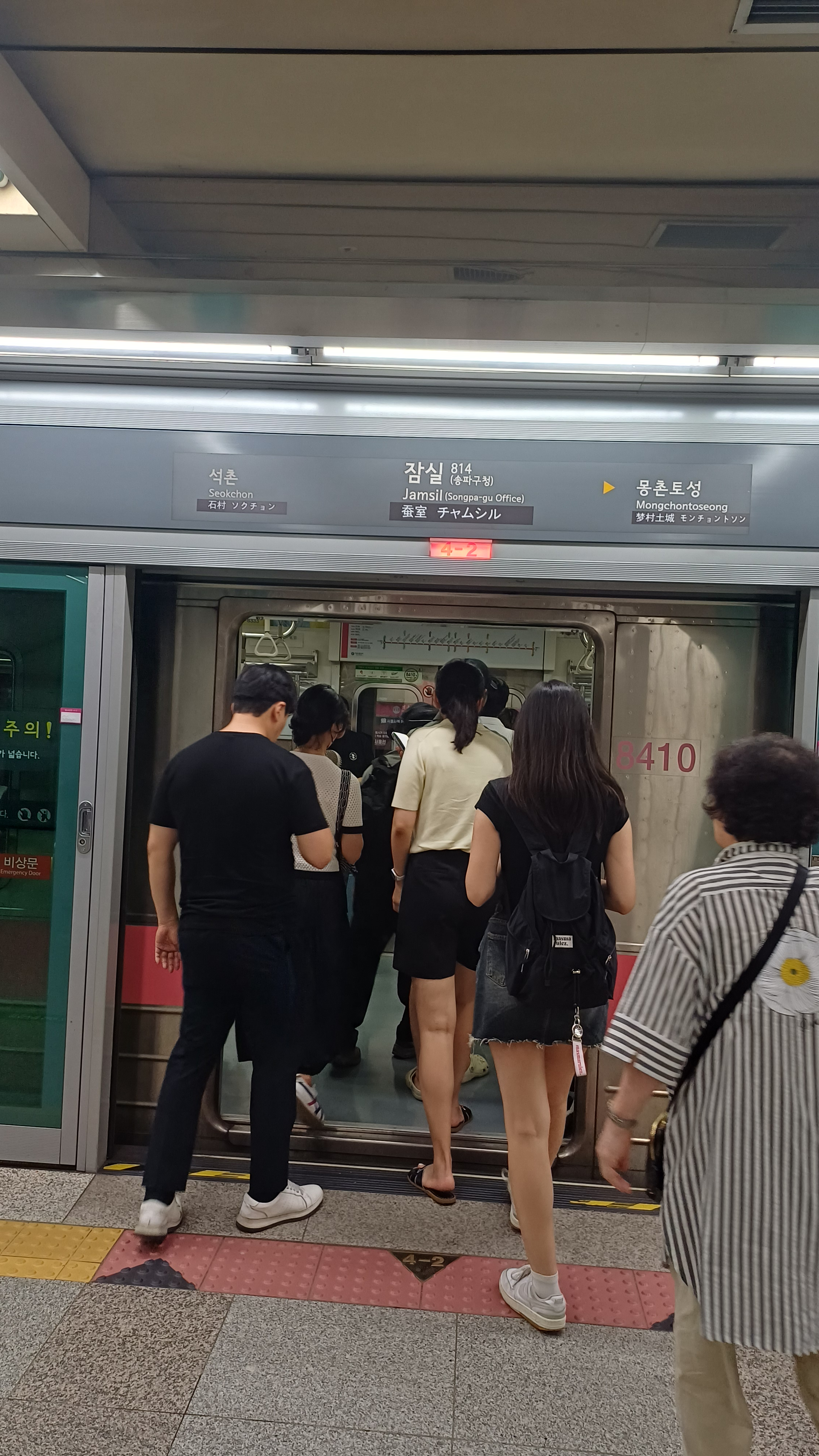
8호선 잠실역 스크린도어
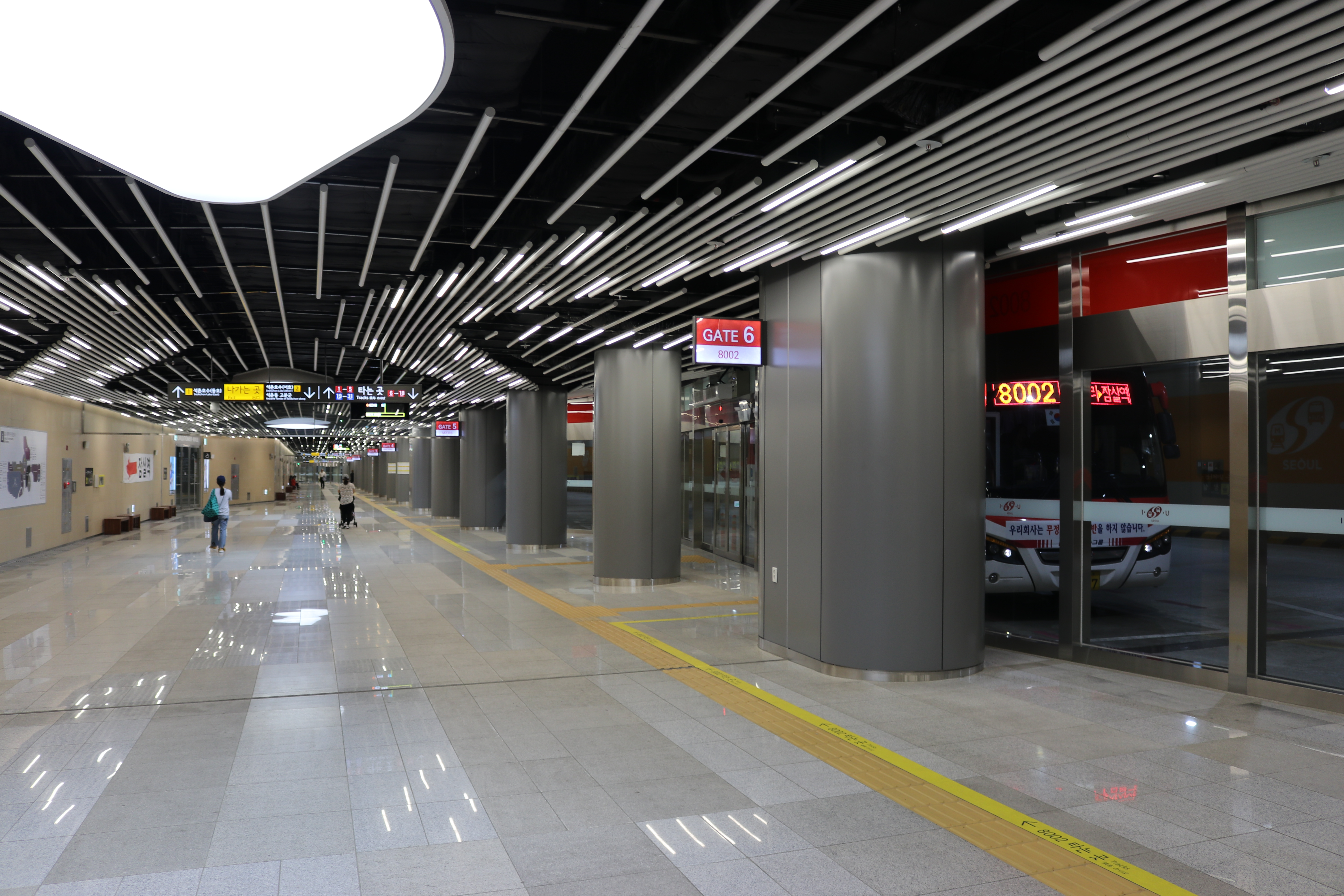
잠실광역환승센터
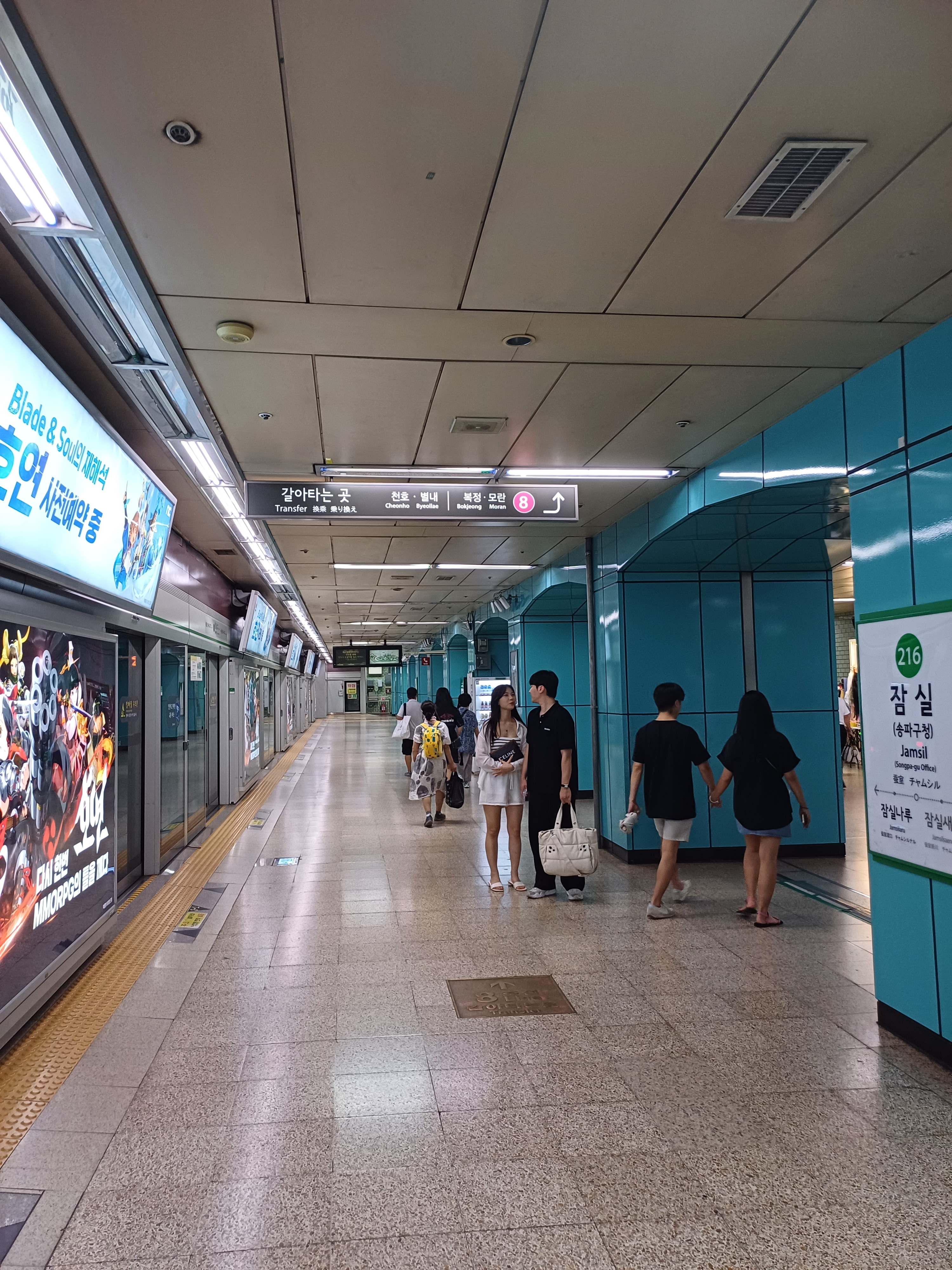
2호선 승강장
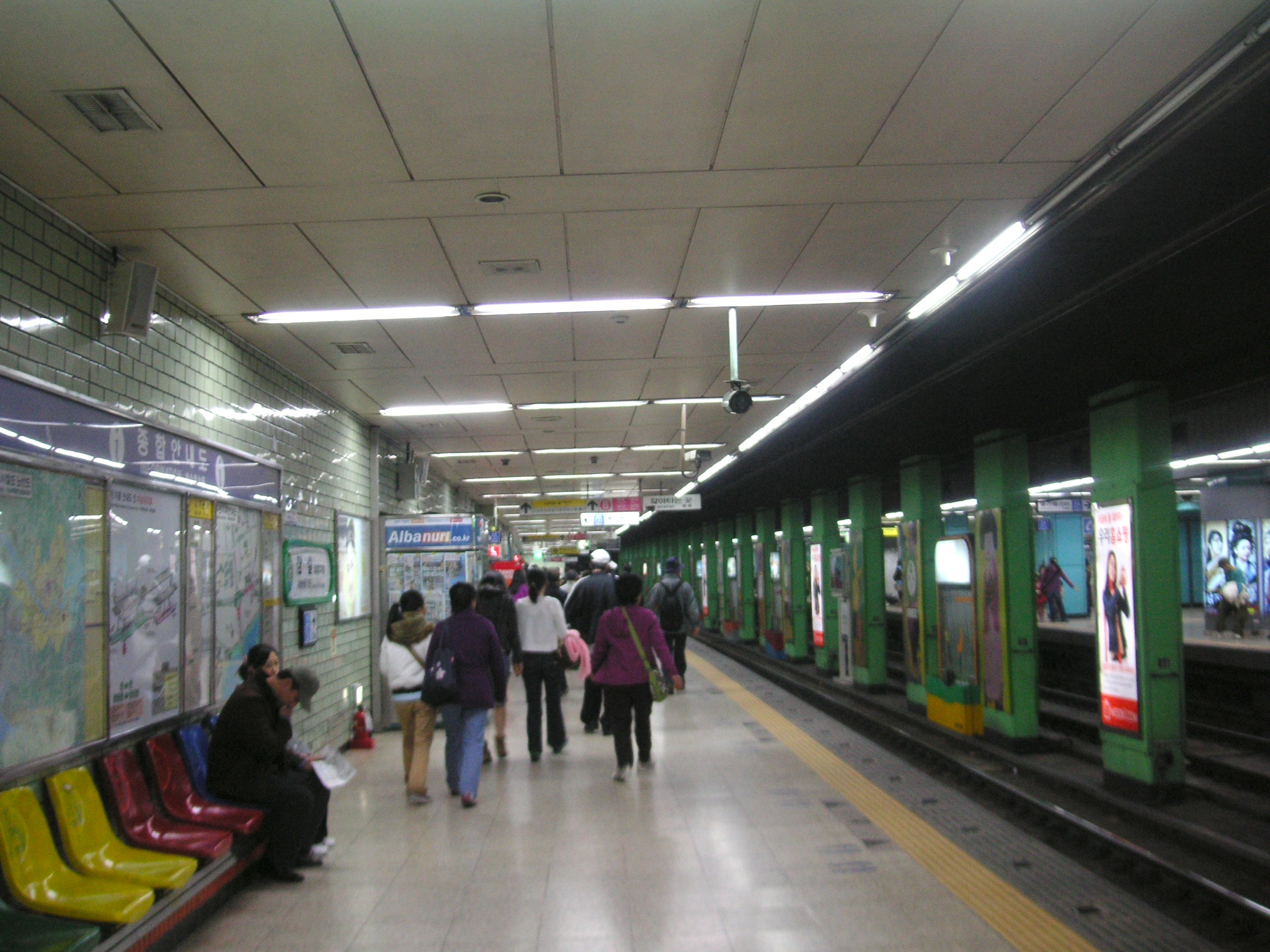
2호선 승강장 (스크린도어 설치 전)
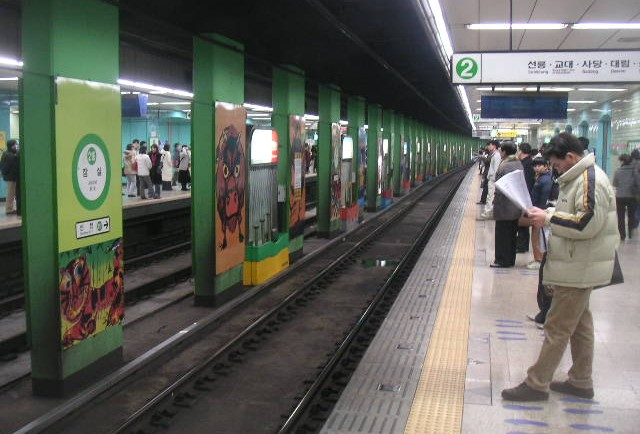
2호선 승강장 (스크린도어 설치 전)
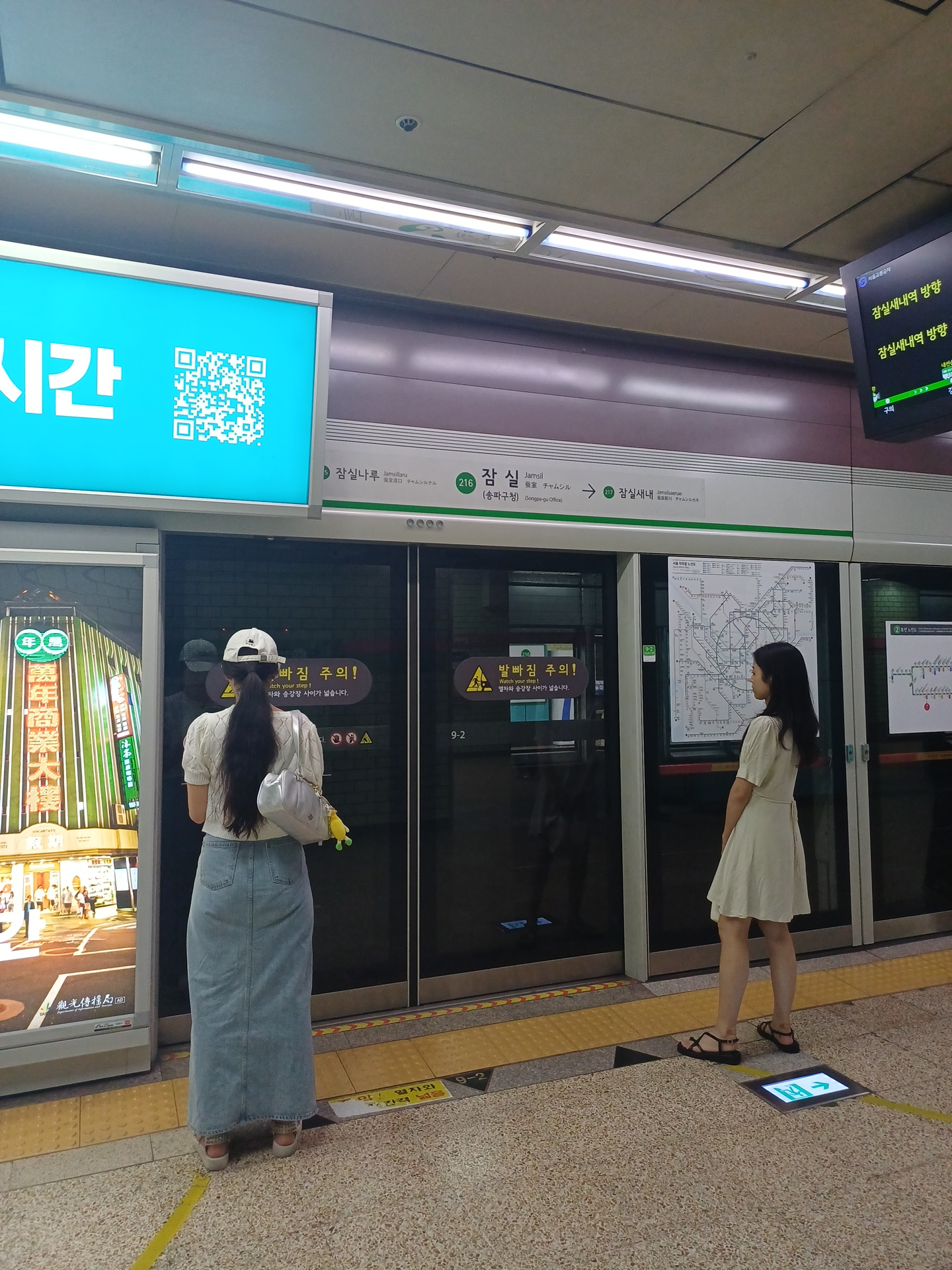
2호선 스크린도어
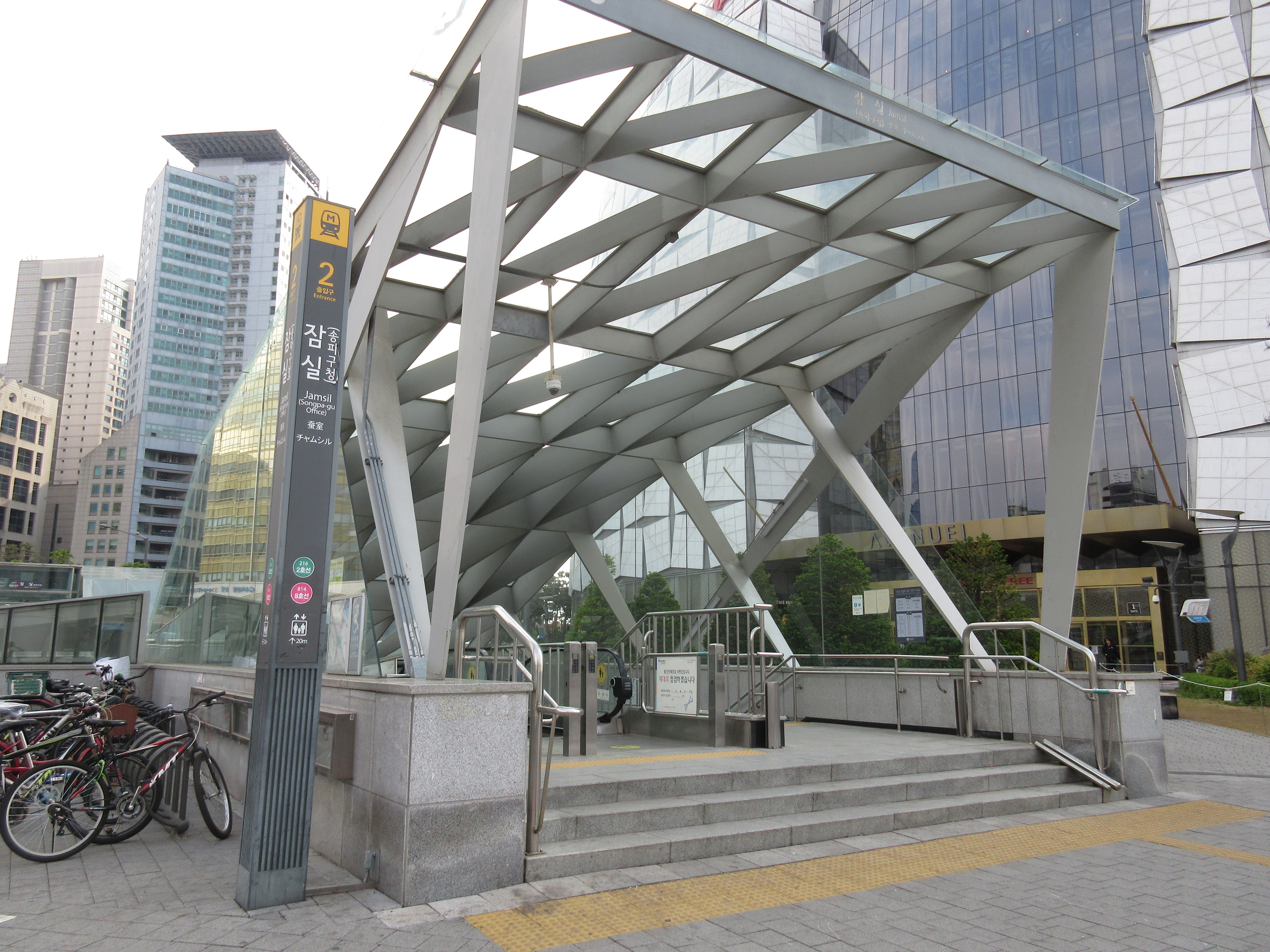
2번 출구
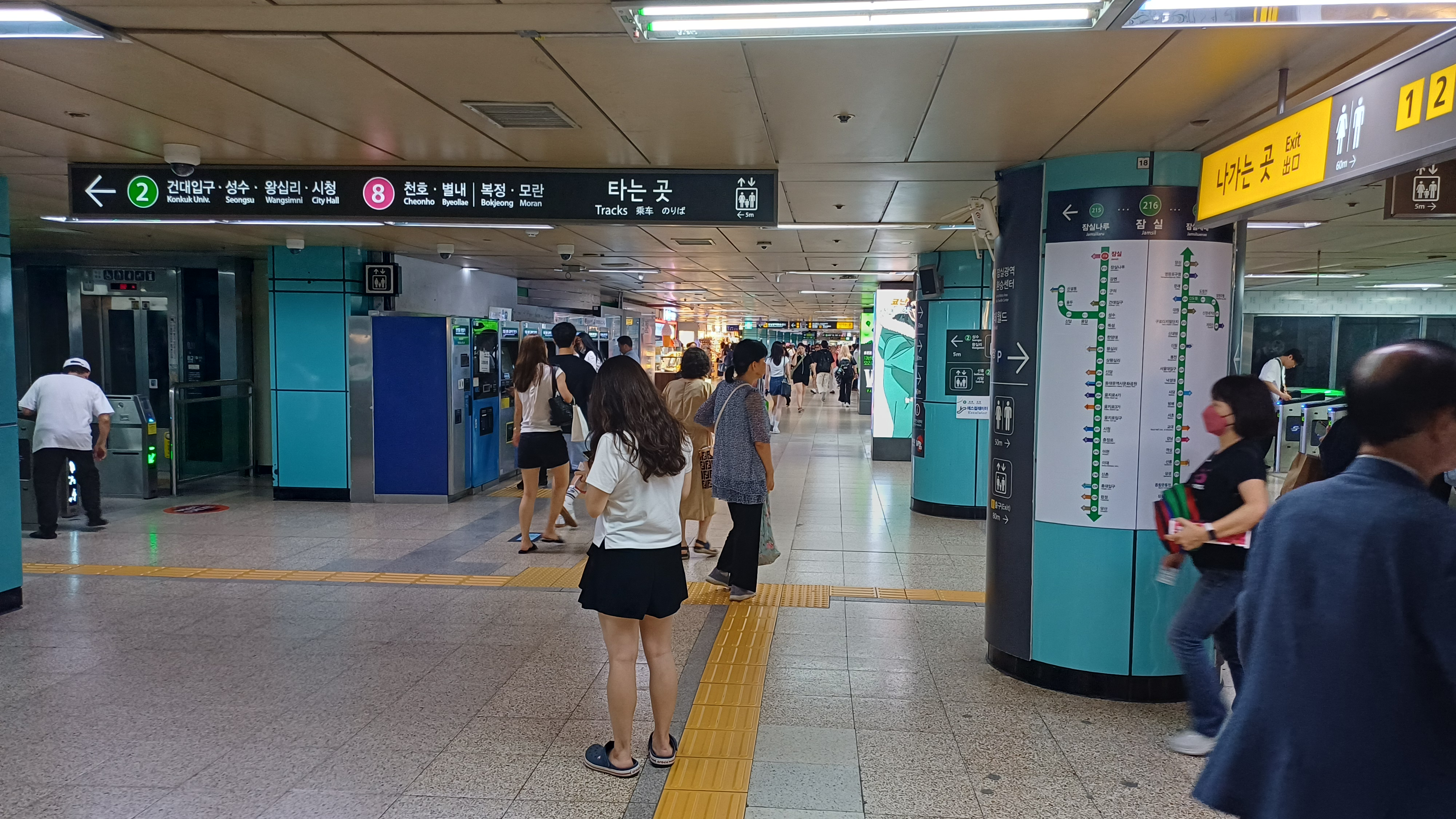
만남의광장
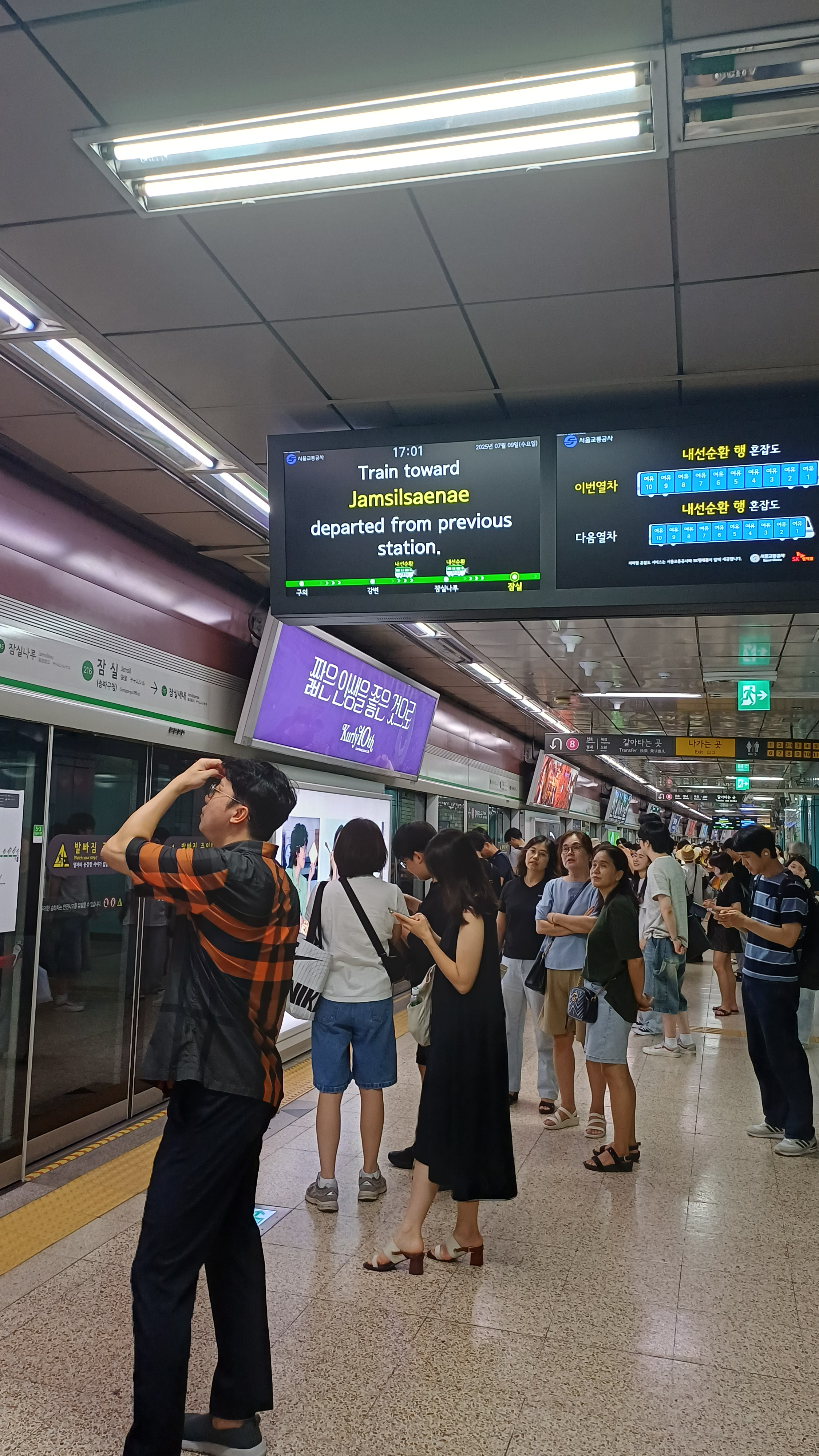
2호선 승강장 2
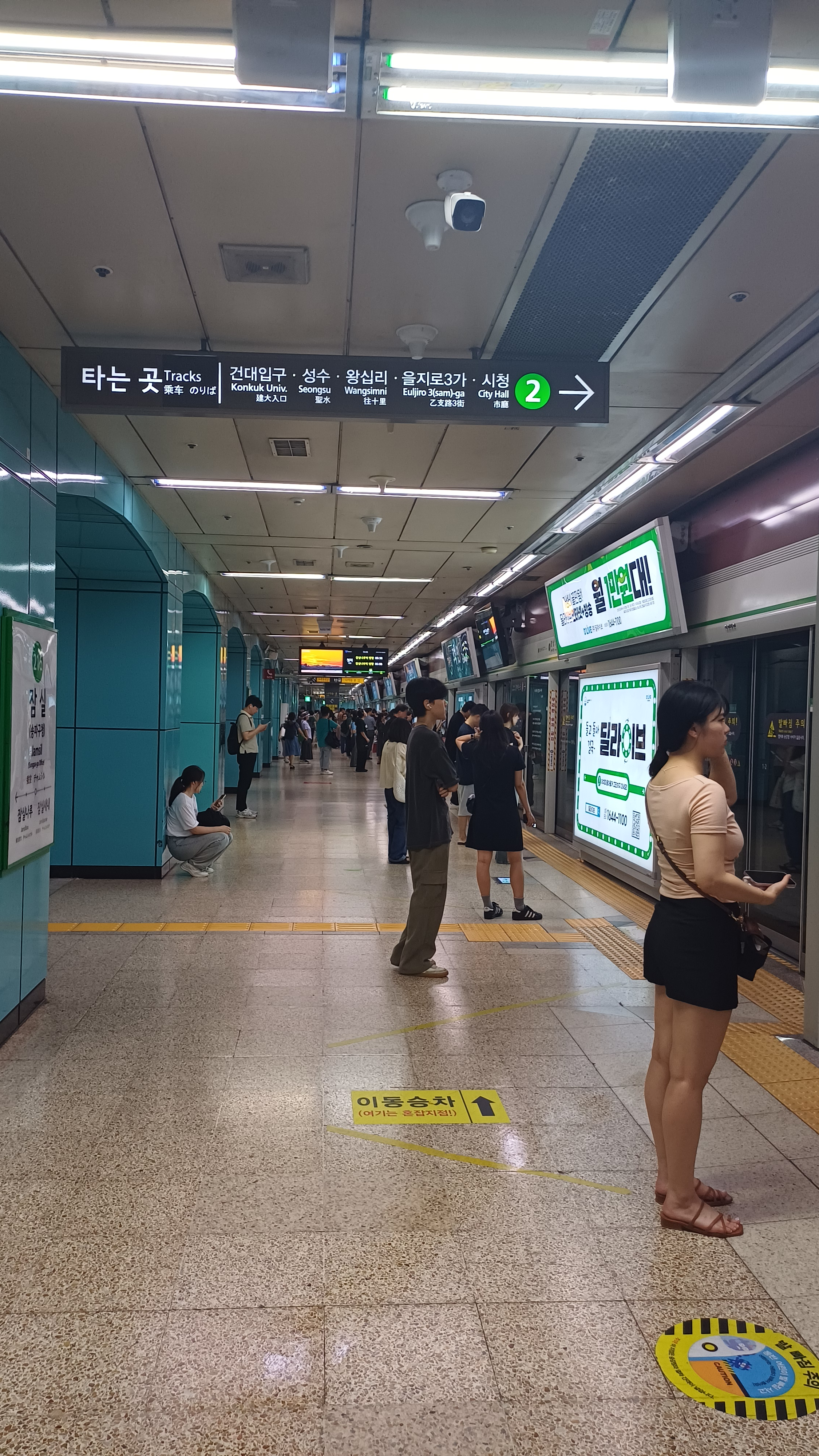
2호선 승강장 3